# Пожар в отеле «Дай-Юн-Как»
Пожар в отеле «Дай-Юн-Как» — пожар, произошедший 25 декабря 1971 года в Сеуле, Республика Корея. В результате пожара погибло 164 человека и 63 человека пострадали. Пожар остаётся самым смертоносным пожаром в отеле в истории.

## Предыстория
22-этажный отель «Дай-Юн-Как» (также называемый отель «Тэенгак») был роскошным отелем, построенным в 1969 году. В нём было 222 номера. Предположительно, до пожара в отеле находилось в общей сложности 187 гостей и около 130 работников. Из зарегистрированных гостей 47 были указаны как иностранцы.
Считается, что конструкция здания сыграла свою роль в увеличении числа погибших. Две внутренние лестничные клетки были спроектированы для использования в случае поломки лифтов, а не в качестве пожарных выходов, и в них отсутствовали противопожарные двери. В результате лестничные клетки во время пожара заполнились дымом, действуя как дымоходы, и огонь распространился на верхние этажи здания. В здании не было внешней пожарной лестницы. Стены между гостиничными номерами были недостаточно огнестойкими, что ускорило распространение огня. В высотном здании отсутствовали многие другие средства безопасности, в том числе аварийное освещение на батарейках.

## Пожар
Сообщается, что пожар произошел из-за взрыва газообразного пропана, который использовался в качестве топлива для приготовления пищи в кафе, расположенном на втором этаже в 9:50 утра. Пожар продолжался в течение десяти часов. Многие не могли найти выход в темноте. Лестницы пожарной охраны доставали только до восьмого этажа, в результате чего те, кто находился с 9-го по 22-й этажи, оказались в ловушке. Сообщалось, что только восемь человек были спасены из окон.
Двенадцать вертолетов, в том числе с военных баз Соединенных Штатов, были задействованы для того, чтобы попытаться спасти гостей с крыши с помощью воздушных строп.

## Пострадавшие
По меньшей мере тридцать восемь человек погибли, выпрыгивая из окон на более низкие здания рядом, чтобы спастись от жара, некоторые цеплялись за матрасы, пытаясь увеличить свои шансы выжить при падении. По меньшей мере один человек разбился насмерть, упав с веревочной лестницы, спущенной с вертолета. Сообщалось, что шестьдесят девять человек получили ранения, многие из них находятся в тяжелом состоянии.
162-й смертью стал случай с Юй Сяньжуном, послом Тайваня в Сеуле, который жил один в отеле на 11-м этаже. Он был заперт в горящем здании более 10 часов и скончался в больнице в возрасте 64 лет 4 января 1972 года.

## Расследование
Власти арестовали восемь человек в связи с катастрофой. В их числе были Ким Ен Сан и четверо других служащих отеля, которым были предъявлены обвинения в небрежности и ненадлежащем строительстве, а также двое бывших городских чиновников и сотрудник пожарной охраны по обвинению в халатности.

## Последствия
11 января 1972 года два высокопоставленных сотрудника пожарной службы правительства Гонконга вылетели в Сеул, чтобы обсудить с южнокорейцами вопросы предотвращения пожаров. Президент Пак Чон Хи упомянул о пожаре на новогодней пресс-конференции 11 января 1972 года, где он заявил, что причиной пожара стало неосторожное обращение со зданием и строительными материалами.
После пожара здание было реконструировано. 27 февраля 2010 года там произошел еще один пожар, который потушили за 14 минут.